# 拡張不等式
一般の不等号では「複素数において 大・小関係が論じられない」のであるが、拡張不等式（かくちょうふとうしき、extended inequality）は、不等式の概念をより一般の代数に適用できるように拡張したものである。
ここでは、Rを単位元1を持つ環、Pをそのポジティブ集合とする。

## 定義
拡張不等式を定義するためには、ポジティブ集合が必要である。

### ポジティブ集合
集合Pがポジティブ集合であるとは、下記の条件をみたすRの部分集合の事を言う。
- α,β∈P⇒α+β∈P
- 0∉P
- α∈P⇒-α∉P
- 1∈P

### 拡張不等号と拡張不等式
ポジティブ集合Pと拡張不等号で拡張不等式が定義される。
拡張不等号は向きを属性に持つ不等号の事である。
向きは、Rの元を使って表す。
2つのRの元α、βの関係を拡張不等号を使って示した式が拡張不等式である。

#### "＜[θ]"、"＞[θ]"、"[θ]＜"、"[θ]＞"の定義
Rの元θが逆元を持つとき、
"＜[θ]"、"＞[θ]"、"[θ]＜"、"[θ]＞"をθ向きとする拡張不等号と呼ぶ。
α ＜[θ] β　⇔　β-α ∈ Pθ
α ＞[θ] β　⇔　α-β ∈ Pθ
α [θ]＜ β　⇔　β-α ∈ θP
α [θ]＞ β　⇔　α-β ∈ θP
Rが可換環の場合は、
"＜[θ]"と"[θ]＜"が同じ意味になるため、
"[θ]＜"の記号は使わない。

#### "≦[θ]"、"≧[θ]"、"[θ]≦"、"[θ]≧"の定義
θの逆元の存在を仮定しない場合には"＜"、"＞"の代わりに"≦"、"≧"の記号を使用する。
すなわち
α ≦[θ] β　⇔　β-α ∈ Pθ
α ≧[θ] β　⇔　α-β∈ Pθ
α [θ]≦ β　⇔　β-α∈ θP
α [θ]≧ β　⇔　α-β ∈ θP
適用しているポジティブ集合を明確に示すために、拡張不等式の右側、もしくは拡張不等号にポジティブ集合を表記する。
（例1）　α ≦[θ] β　　　　(P)
（例2）　α ≦[θ,P] β　

## ポジティブ集合の例
- {\displaystyle \mathbb {R} ^{+}}: {\displaystyle \{x\in \mathbb {R} \mid x>0\}} 正の実数全体

- {\displaystyle \mathbb {Q} ^{+}}：{\displaystyle \{x\in \mathbb {Q} \mid x>0\}} 正の有理数全体

- {\displaystyle \mathbb {N} }: {\displaystyle \{x\in \mathbb {Z} \mid x>0\}} 自然数全体

- {\displaystyle \mathbb {C} ^{+}}：{\displaystyle \{x\in \mathbb {C} \mid (Re(x)>0)\lor (Re(x)=0\land Im(x)>0)\}}

- H+：正定値エルミート行列全体

- M+：対角成分がすべて正である行列全体

- {\displaystyle K((X))^{+}}:最小次数の係数が正のK係数ローラン級数全体

## 拡張不等式の例
簡単な拡張不等式の例を示す。
いずれも拡張不等式の定義から簡単に成立している事がわかる。
- {\displaystyle 1\;<_{[1]}\;{\sqrt {2}}}     ({\displaystyle \mathbb {R} ^{+}})

- {\displaystyle {\frac {1}{3}}\;<_{[1]}\;{\frac {1}{2}}}     ({\displaystyle \mathbb {Q} ^{+}})

- {\displaystyle 1\;<_{[1]}\;2}     ({\displaystyle \mathbb {N} })

- {\displaystyle 1+i\;<_{[1]}\;2+i}     ({\displaystyle \mathbb {R} ^{+}})

- {\displaystyle 1+i\;<_{[1]}\;2+2i}     ({\displaystyle \mathbb {C} ^{+}})

- {\displaystyle {\begin{pmatrix}10&20\\30&40\end{pmatrix}}\;<_{[E]}{\begin{pmatrix}50&20\\30&60\end{pmatrix}}}    (H+)

- {\displaystyle {\begin{pmatrix}1&2\\3&4\end{pmatrix}}\;<_{[E]}\;{\begin{pmatrix}2&0\\0&5\end{pmatrix}}}    (M+)

※Eは単位行列

## 拡張不等式の性質
拡張不等式も通常の不等式と同じ性質をもつ。
{\displaystyle \alpha ,\beta ,\gamma ,\theta }をRの元とする。
- {\displaystyle \alpha \;<_{[\theta ]}\;\beta \;}{\displaystyle \implies }{\displaystyle \alpha +\gamma \;<_{[\theta ]}\;\beta +\gamma }

- {\displaystyle \alpha \;<_{[\theta ]}\;\beta },{\displaystyle \beta \;<_{[\theta ]}\;\gamma }{\displaystyle \implies }{\displaystyle \alpha \;<_{[\theta ]}\;\gamma }

- {\displaystyle \alpha \;<_{[\theta ]}\;\beta ,\;\exists \gamma ^{-1}}{\displaystyle \implies }{\displaystyle \gamma \alpha \;<_{[\gamma \theta ]}\;\gamma \beta }

- {\displaystyle \alpha \;<_{[\theta ]}\;\beta }{\displaystyle \iff }{\displaystyle \beta \;>_{[\theta ]}\;\alpha }

- {\displaystyle \alpha \;<_{[\theta ]}\;\beta }{\displaystyle \iff }{\displaystyle \alpha \;>_{[-\theta ]}\;\beta }

### 注意
通常の不等式でよく見かける下記の命題は一般的には成立しない。
- {\displaystyle 0\;<_{[1]}\;\alpha ,\;0\;<_{[1]}\;\beta }{\displaystyle \implies }{\displaystyle 0\;<_{[1]}\alpha \;\beta }

- {\displaystyle 0\neq \alpha }{\displaystyle \implies }{\displaystyle 0\;<_{[1]}\alpha ^{2}}

- {\displaystyle \alpha <_{[1]}\beta }{\displaystyle \implies }{\displaystyle \alpha ^{2}\;<_{[1]}\;\beta ^{2}}

これらは、特殊な条件下で成立する命題である。
また、「0<[1]xy」であっても
「0<[1]x,0<[1]y
または、x<[1]0,y[1]<0」
とは限らない。
変数を含む拡張不等式の解は通常の不等式に比べてより複雑な構造になる。
任意のRの二つの元α、βは任意の方向で常に比較可能とは限らないが、(β-α)の方向では常に比較可能である。
すなわち

{\displaystyle \alpha \leqq _{[\beta -\alpha ]}\beta }
は常に成立している。

## 各論

### ポジティブ集合N{\displaystyle \mathbb {N} }
{\displaystyle \mathbb {N} }がポジティブ集合であることは定義からすぐに確認できる。
任意のポジティブ集合は、ポジティブ集合の加法性と単位元を持つことから、{\displaystyle \mathbb {N} }を含む。
また、ポジティブ集合は0を含まないので標数は0となる。
したがって、{\displaystyle \mathbb {N} }は包含関係において最小のポジティブ集合と言える。
ポジティブ集合の標数は0であるから、特に標数が0でない有限体は拡張不等式を扱えない。

#### 例題
ポジティブ集合{\displaystyle \mathbb {N} }の下で、
{\displaystyle 7<_{[5]}x}の解を求めよ。
{\displaystyle (x-7)\in 5\mathbb {N} }
であるから、任意の自然数{\displaystyle n}を使って
{\displaystyle x-7=5n}と置くことができる。
したがって、解は、
{\displaystyle x=7+5n,n\in \mathbb {N} }

### 実数体とポジティブ集合R+{\displaystyle \mathbb {R} ^{+}}
実数体{\displaystyle \mathbb {R} }の
ポジティブ集合{\displaystyle \mathbb {R} ^{+}}にける拡張不等式は、通常の不等式と同じ性質を持つ。
すなわち、
「a＜[1]b を a<b」、
「a＞[1]b を a>b」とみなすことができる。

### 複素数体とポジティブ集合R+{\displaystyle \mathbb {R} ^{+}}
{\displaystyle \mathbb {R} ^{+}}は、複素数体{\displaystyle \mathbb {C} }のポジティブ集合でもある。
この場合、通常の不等式の問題を複素数の範囲で解く不等式の問題にすることができる。

#### 例題
複素数体{\displaystyle \mathbb {C} }のポジティブ集合{\displaystyle \mathbb {R} ^{+}}の下で、
{\displaystyle -1<_{[1]}z^{2}}の解を求めよ。
{\displaystyle z=x+yi,x,y\in \mathbb {R} }とおくと、
{\displaystyle z^{2}+1=(x^{2}-y^{2}+1)+(2xy)i\in \mathbb {R} ^{+}}となる。
{\displaystyle x^{2}-y^{2}+1>0,2xy=0}を解くと、
{\displaystyle \{z=x+yi|x=0,-y^{2}+1>0\}}
または、
{\displaystyle \{z=x+yi|y=0,x^{2}+1>0\}}
であるから
解は、
{\displaystyle z=x}(任意の実数)または、{\displaystyle z=yi\;(-1<y<1)}

### 複素数体とポジティブ集合C+{\displaystyle \mathbb {C} ^{+}}
複素数体{\displaystyle \mathbb {C} }はポジティブ集合{\displaystyle \mathbb {C} ^{+}}の下で完全である。
すなわち、任意の複素数α、β、θ≠0において、
- α=β
- α<[θ]β
- α>[θ]β

のいずれかが１つの関係のみが成立する。
この大小関係は、(実数係数、虚数係数)の組で定義される辞書式順序と一致している。

#### 複素数の平方根についての正負
任意の複素数{\displaystyle \alpha \neq 0}に対して、
{\displaystyle z^{2}=\alpha }は２つの複素数解を持ち、
片方の解は0より大きく、他方は0より小さい。
この解の中で、0より大きい方を
{\displaystyle {\sqrt {\alpha }}}と書くことにすると、
{\displaystyle z^{2}=\alpha }の２つの複素数解は、
{\displaystyle \pm {\sqrt {\alpha }}}と表すことができる。

{\displaystyle 0<_{[1]}i<_{[1]}2i\;\;(\mathbb {C} ^{+})}　であるが、
{\displaystyle i^{2}<_{[1]}(2i)^{2}\;\;(\mathbb {C} ^{+})}　が成立しないことからわかるように、
一般に、
{\displaystyle 0<_{[1]}\alpha <_{[1]}\beta \;\;(\mathbb {C} ^{+})}であっても、
{\displaystyle \alpha ^{2}<_{[1]}\beta ^{2}\;\;(\mathbb {C} ^{+})}
が成立するとは限らない。
しかし、複素数の平方根においては、大小関係が維持される。
すなわち、
{\displaystyle 0<_{[1]}\alpha <_{[1]}\beta \implies {\sqrt {\alpha }}<_{[1]}{\sqrt {\beta }}\;\;(\mathbb {C} ^{+})}
が成立している。